# Collective Voice
Collective Voice ist eine in der US-amerikanischen Arbeitsökonomik geprägte Bezeichnung für ein kollektives Medium (Gewerkschaft, Betriebsrat), das die Interessen und Beschwerden der Arbeitnehmer gegenüber dem Management zum Ausdruck bringt. 
An Albert O. Hirschmans begriffliche Unterscheidung von Exit und Voice  anknüpfend, sprechen die Arbeitsökonomen Richard R. Freeman und James L. Medoff von „zwei Gesichtern der Gewerkschaften“: das eine sehen sie in deren Monopolbildung auf den Arbeitsmärkten, das andere in ihrer Collective Voice, die Unzufriedenheit und Forderungen der Arbeitnehmer dem Management zur Kenntnis bringt. Freeman und Medoff ziehen aus ihren umfangreichen empirischen Untersuchungen die Schlussfolgerung, dass die negativen Effekte monopolisierter Arbeitskraft durch die positiven Effekte der Collective Voice (zum Beispiel in Form höherer Arbeitszufriedenheit und Arbeitsproduktivität und geringerer Fluktuation) kompensiert oder sogar übertroffen werden. 
Diese im Wesentlichen auf das Modell der für die USA typischen betrieblichen Verhandlungen zwischen Gewerkschaft und Management bezogene Argumentation lässt sich für Deutschland auf den Betriebsrat übertragen, wie es auch Freeman und Lazear (1995) taten. In Deutschland ist die Collective Voice der Arbeitnehmer im Betriebsverfassungsgesetz durch Mitbestimmungsrechte verankert.
In der Ökonomischen Theorie der Partizipation Hannoveraner Arbeitsökonomen nimmt dieses Modell einen zentralen Stellenwert ein.  